# Robert Livingston Beeckman

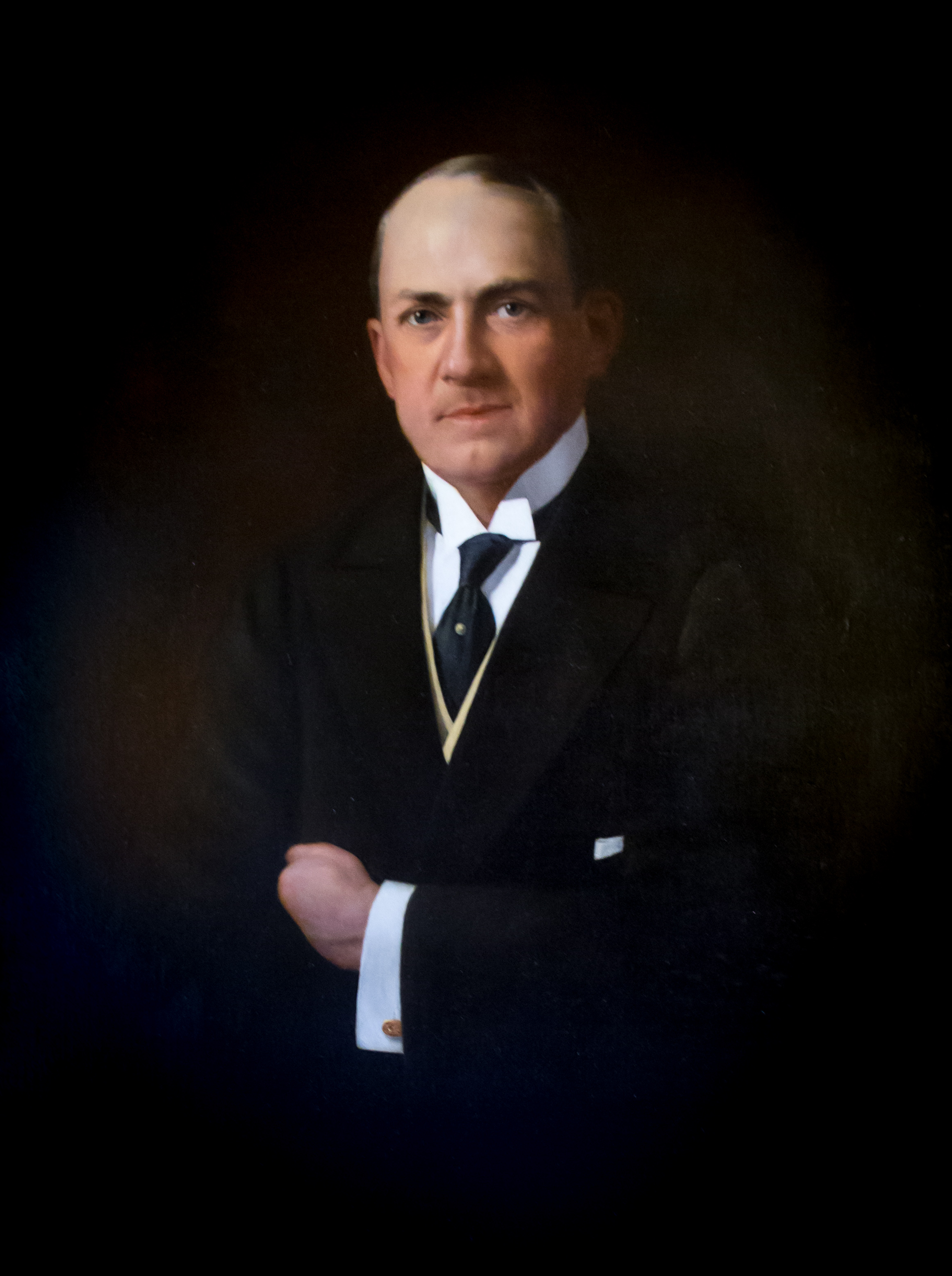
R. Livingston Beeckman.

Robert Livingston Beeckman (även kallad R. Livingston Beeckman), född 15 april 1866, död 21 januari 1935, var en amerikansk politiker och guvernör i Rhode Island.

## Tidigt liv
Beeckman föddes i New York City, New York. När han var fem år gammal, flyttade hans familj till Providence, Rhode Island. Han avslutade sin skolgång vid sexton års ålder och försörjde sig sedan i affärsvärlden.

## Politisk karriär
Beeckman var medlem av Republikanerna. Han blev ledamot av Rhode Islands representanthus 1902 och hade den posten till 1912. Han var ledamot av delstatens senat från 1912 till 1914. Han valdes till guvernör i Rhode Island 1914 och efterträdde partikamraten Aram J. Pothier som guvernör den 5 januari 1915. Han satt kvar till den 4 januari 1921, då han efterträddes av Emery J. San Souci, som också var republikan.
Under sin tid som guvernör grundade Beeckman en nämnd för villkorlig frigivning. Han var guvernör under första världskriget och besökte trupper från Rhode Island vid fronten i Frankrike och hjälpte också till med att samla in pengar från delstaten till krigsinsatsen.
Han var aktiv medlem i frimurarorden.
Han avled den 21 januari 1935.